# Chotoviny (zámek)
Zámek Chotoviny je novorenesanční, původně klasicistní zámecké sídlo s francouzským parkem v jihočeské obci Chotoviny v táborském okrese.
Dnešní podoba zámku je z roku 1873. Při vojenských manévrech v letech 1903 a 1913 pobýval na zámku následník trůnu František Ferdinand d'Este. V letech 1945–2001 sloužil zámek jako základní škola. Od roku 1958 je zapsán v seznamu kulturních památek.

## Historie

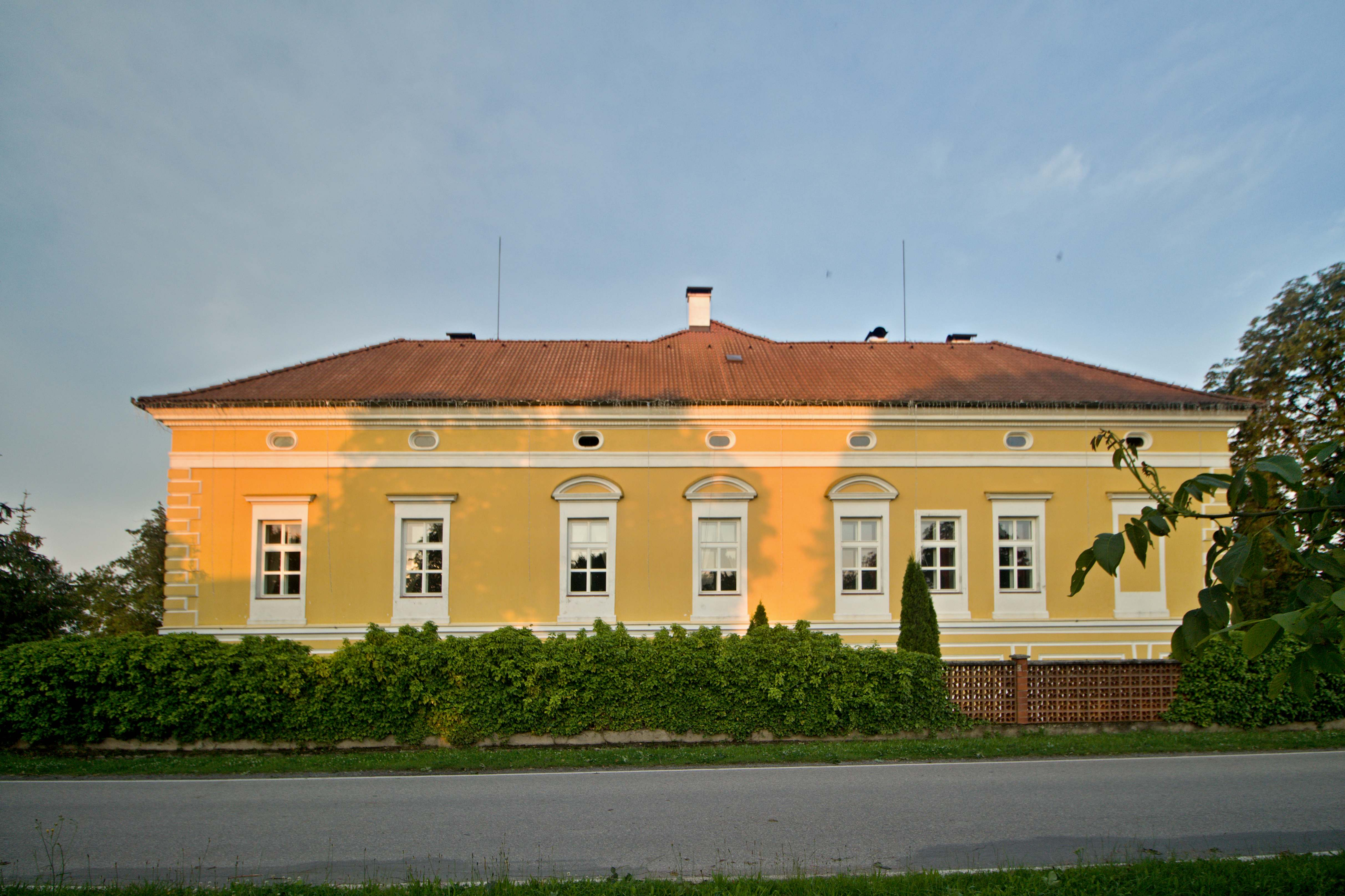
Zámek

### Původní podoba
Dnešní zámecká budova s francouzským parkem má klasicistní podobu. Zámek byl vybudován v místě někdejší vlkančické tvrze, o níž jsou zprávy již ze 13. století. Zdejší panství i s tvrzí často měnilo majitele.

### Zámek
V roce 1706 zakoupila panství Chotoviny hraběnka Anna Marie Nosticová, po níž je zdědil Jan Karel Soyer, který však musel panství roku 1760 z finančních důvodů prodat. V té době je zdejší sídlo již uváděno jako zámek. Prodejem přešly Chotoviny do majetku jezuitského řádu, a to až do roku 1768, kdy panství získal Kryštof Antonín hrabě Migazzi. Ten nechal v letech 1770 až 1780 zámek klasicistně přestavět a po jeho smrti přešlo panství na jeho bratra, kardinála Bartoloměje Migazziho.

### Nádherní zBorutína
Posledním urozeným majitelem panství byl rod Nádherných, když je roku 1806 koupil Jan Nádherný, pražský měšťan později povýšený do šlechtického stavu. Baron Nádherný nechal zámek přestavět v novorenesančním stylu a zřídit anglický park. 22,5 ha velký park je chráněn jako památka I. kategorie. Rod Nádherných z Borutína vlastnil panství do roku 1945, kdy jim bylo čs. státem zkonfiskováno a rodina byla nucena uprchnout do Rakouska a poté do USA.

### Po roce 1989
Po pádu socialismu byl zámek v restituci roku 1997 navrácen původním majitelům z rodu Nádherných v osobě Jana Nepomuka Nádherného (1943–2005). Po roce 2001 proběhla rozsáhlá rekonstrukce, avšak po otcově smrti Jamie Nicole Nadherny zámek prodala. Objekt v dražbě v roce 2011 za 49,96 milionu korun koupil Sergej Majzus, soukromý podnikatel v oboru finančnictví z Kaliningradské oblasti v Rusku. Týž ruský podnikatel vlastní také zámek Nemyšl v nedaleké stejnojmenné obci.  Objekt chotovinského zámku není veřejně přístupný.